# Оскерко Олександр Пилипович
Оскерко Олександр Пилипович (рос. Оскерко Александр Филиппович; 25. 08. 1886, Київ — ?) — хімік, кандидат хімічних наук, професор; старший науковий співробітник відділу хімії і технології місцевих видів палива Інституту хімії (червень 1941).

## Життєпис
Оскерко Олександр Пилипович народився 1886 р. в м. Києві, в сім'ї кравця Пилипа Васильовича Оскерко (- 10.06.1909 р., Київ). Проживали на вул. Бульйонська, 37, кв. 3. (в деяких джерелах зустрічається інформація про вул. Прорізна, 27). В складі сім'ї станом на 1927 р. зазначив — 2 сестри та племінник.
В 1904 році закінчив Третю Київську гімназію, і в тому ж році вступив до Київського університету на природниче відділення Фізико-математичного факультету, який закінчив в 1912 році після Державної іспитової комісії при Київському університеті, та отримав диплом 1 ступеня. Під час навчання (з 1909—1912 рр.) працював по органічної хімії під керівництвом професора І. В. Єгорова, а з мікробіології — з професором М. Г. Холодним.

## Професійна діяльність
2 грудня 1913 року працює молодшим лаборантом Варшавського політехнічного інституту на кафедрі неорганічної хімії. З 1916 р. призначається старшим асистентом цієї ж кафедри. В 1917 р. через переїзд Варшавського інституту до Нижнього Новгорода, Оскерко переводиться туди на посаду старшого асистента. Також паралельно викладає загальну та неорганічну хімії в Ніжнегородському вільному університеті.
1 жовтня 1918 року призначений на посаду асистента в Київський політехнічний інститут. А в 1923 році його призначають викладачем органічної хімії в лабораторію органічної хімії при КПІ.
З 1919—1923 рр. він керував відділом очищення хлороформу на Київському заводі хлороформу (за сумісництвом).
В 1924 році був викладачем неорганічної хімії робфаке К. С.Г. І. (Київський сільськогосподарський інститут).
З 1924—1926 рр. викладав органічну хімію в Київському вищому коопераційному технікумі.
В період з 1924—1927 рр. викладав хімію фотопроцесів в Київському художньому інституті.
Із відокремленням у 1923 році від КПІ сільськогосподарського інституту розпочався новий етап становлення кафедри хімії, яка в основному формувалася із учнів С. М. Реформатського, В. О. Плотнікова, М. І. Коновалова
В 1930 році в Національному університеті харчових технологій створюється хімічна кафедра, на якій вивчались фізична, колоїдна, аналітична, загальна та неорганічна хімії. Першим завідувачем цієї кафедри був доктор хімічних наук, професор Архипович О. Г. Започаткована кафедра органічної хімії, першим очільником якої став професор Оскерко А. Ф.
В Національному університеті харчових технологій з 1931 року органічну хімію викладає професор Оскерко О. П., який організував та обладнав самостійну спеціалізовану навчальну лабораторію органічної хімії. В 1938 р. — від кафедри хімії відділяється самостійна структура — кафедра органічної хімії під керівництвом професора Оскерка О. П. (пропрацював приблизно до 1948 р.)

## Володіння мовами
В анкеті значилося, що вільно володіє: російською, німецькою, французькою та англійською мовами. А викладати українською мовою планував з 1 січня 1928 р.

## Праці
1. Оскерко О. Гідразиди ненасичених жирних кислот. Гідр-азиди ундеціленової, олеінової і ерукової кислот // Зап. Ін-ту Хім. АН УРСР. – 1935. - № 2. – С. 69-77.
2. Оскерко О. Азіди високомолекулярних ненасичених жир-них кислот. Азіди олеінової, ерукової і ундеціленової кис-лот та їх похідні // Зап. Ін-ту хім. АН УРСР. - 1935. - 2. - 79-92.
3. Оскерко О. Гідразиди і азиди нафтенових кислот. Гідр азид і азид деканафтенової кислоти // Зап. Ін-ту хім. АН УРСР. – 1935. - № 2. – С. 293-302.
4. Оскерко А. Гидразиды высших непредельных кислот. Гидразид дегидроундециленовой кислоты и его производные // ЖОХ. – 1936. - № 7. 595-600.
5. Оскерко О. П. Гідразиди вищих ненасичених кислот. Стаття четверта. Гідразид стеаролової кислоти і його похідні // Зап. Ін-ту хім. АН УРСР. – 1937. - № 4. С. 329-340.
6. Оскерко А. К вопросу о взаимном влиянии функциональ-ных групп в органических соединениях на направление реакции. Действие гидразингидрата на тетроловоэтиловый эфир // ЖОХ. - 1937. - № 8. - С. 330-333.
7. Оскерко А. К вопросу о кристаллизации хлоралгидрата // Сборник науч.-иссл. работ. (Киевск. индустр. ин-т). — 1938. — № 7. — С. 149—162.[9]
8. Оскерко А. Ф. Гидразиды кислот с ацетиленовой связью // Труды Киев. сельскохоз. ин-та. — 1949. — Т. V. — С. 332‑334.[9]